# Transport eoliczny
Transport eoliczny to przemieszczanie materiału przez wiatr. Jest to proces powierzchniowy, który może odbywać się w kierunku niezgodnym ze spadkiem terenu, prostolinijnie lub ruchem wirowym, równoczesny z procesem sortowania przenoszonego materiału. Proces ten wywołany jest naporem powietrza lub uderzaniem przez poruszające się ziarna. Odbywa się poprzez: 
- trakcję: powolne pełzanie, wleczenie, popychanie, przesuwanie, toczenie, ślizganie po powierzchni gruntu dużych ziaren piasku i żwiru na niewielką odległość;
- saltację: skokowe przemieszczenie ziaren piasku w strefie przypowierzchniowej (do 2 m wysokości) na znaczną odległość (najpowszechniejszy sposób transportu);
- suspensję: transport drobnego piasku i pyłu w zawieszeniu na znacznych wysokościach (kilka km) z prędkością równą średniej prędkości wiatru, o zasięgu tysięcy kilometrów.